# Fairytales
Fairytales – debiutancki album studyjny autorstwa norweskiego muzyka Alexandra Rybaka wydany w Norwegii i większość krajach Europy 29 maja 2009 za pośrednictwem wytwórni EMI i Universal Music Group. Większość piosenek została napisana i skomponowana przez samego Rybaka.
Pierwszy singel z albumu to "Fairytale", piosenka będąca laureatem Konkursu Piosenki Eurowizji 2009. Utwór pobił rekord punktów w historii uzyskanych na jednym konkursie (387; każde z biorących udział w finale konkursu państw zagłosowało na ten utwór).
Rybak napisał anglojęzyczne teksty do jednej rosyjskiej i jednej norweskiej piosenki. Utwór "Abandoned" używa muzyki autorstwa Kirilla Moltchanova z filmu Доживем до понедельника (1968). Utwór "If You Were Gone" to angielska wersja nagrania "Vårsøg" (autorem muzyki jest Henning Sommerro.

## Lista utworów
1. "Roll With the Wind" (Mårten Eriksson, Lina Eriksson)
2. "Fairytale" (Alexander Rybak)
3. "Dolphin" (Rybak)
4. "Kiss and Tell" (Rybak, Kim Bergseth, Piotr Andrej)
5. "Funny Little World" (Rybak)
6. "If You Were Gone" (Vårsøg) (Henning Sommerro, Rybak)
7. "Abandoned" (Rybak, Kirill Moltchanov, Andrej)
8. "13 Horses" (Rybak)
9. "Song from a Secret Garden" (Rolf Løvland)

### Utwory bonusowe
1. "Castle Made of Snow"[2]
2. "500 Miles"
3. "Vocalise"

## Historia wydań
| państwo         | Data wydania     | Wytwórnia             | Format               |
| --------------- | ---------------- | --------------------- | -------------------- |
| Armenia         | 29 maja 2009     | Universal             | CD                   |
| Austria         | 29 maja 2009     | EMI                   | CD                   |
| Azerbejdżan     | 29 maja 2009     | Universal             | CD                   |
| Białoruś        | 29 maja 2009     | Universal             | CD                   |
| Belgia          | 29 maja 2009     | V2/Universal          | CD                   |
| Dania           | 29 maja 2009     | EMI                   | CD; Digital download |
| Finlandia       | 29 maja 2009     | EMI                   | CD; Digital download |
| Niemcy          | 29 maja 2009     | EMI                   | CD; Digital download |
| Kazachstan      | 29 maja 2009     | Universal             | CD                   |
| Kirgistan       | 29 maja 2009     | Universal             | CD                   |
| Luksemburg      | 29 maja 2009     | V2/Universal          | CD                   |
| Holandia        | 29 maja 2009     | V2/Universal          | CD                   |
| Norwegia        | 29 maja 2009     | EMI                   | CD; Digital download |
| Rosja           | 29 maja 2009     | Universal             | CD                   |
| Szwajcaria      | 29 maja 2009     | EMI                   | CD                   |
| Tadżykistan     | 29 maja 2009     | Universal             | CD                   |
| Turkmenistan    | 29 maja 2009     | Universal             | CD                   |
| Uzbekistan      | 29 maja 2009     | Universal             | CD                   |
| Ukraina         | 29 maja 2009     | Universal             | CD                   |
| Cypr            | 2 czerwca 2009   | Universal             | CD                   |
| Grecja          | 2 czerwca 2009   | Universal             | CD                   |
| Szwecja         | 3 czerwca 2009   | Lionheart             | CD                   |
| Estonia         | 4 czerwca 2009   |                       | CD                   |
| Wielka Brytania | 15 czerwca 2009  | EMI                   | CD                   |
| Polska          | 21 sierpnia 2009 | Universal Music Group | CD                   |

## Pozycje na listach przebojów
| Lista (2009)                    | Pozycja | Certyfikat | Nakład  |
| ------------------------------- | ------- | ---------- | ------- |
| Austrian Albums Chart           | 46      |            |         |
| Belgian Albums Chart (Flanders) | 23      |            |         |
| Belgian Albums Chart (Wallonia) | 65      |            |         |
| Dutch Albums Chart              | 29      |            |         |
| Danish Albums Chart             | 15      |            |         |
| Finnish Albums Chart            | 10      |            |         |
| Icelandic Albums Chart          | 5       |            |         |
| German Albums Chart             | 16      |            |         |
| Norwegian Albums Chart          | 1       | 3x platyna | 90.000+ |
| OLiS- Polish Albums Chart       | 7       |            |         |
| Russian Albums Chart            | 1       | 2x platyna | 40.000+ |
| Swedish Albums Chart            | 2       | złoto      | 20.000+ |
| Swiss Albums Chart              | 65      |            |         |
| European Top 100 Albums         | 18      |            |         |